# زیکسل
زیکسل (انگلیسی: Zyxel) شرکت سخت‌افزار شبکه تایوانی است، که در سال ۱۹۸۹ تأسیس شد.